# Daniil Alexejewitsch Sorin
Daniil Alexejewitsch Sorin (russisch Даниил Алексеевич Зорин; * 22. Februar 2004 in Moskau) ist ein russischer Fußballspieler.

## Karriere

### Verein
Sorin begann seine Karriere bei Spartak Moskau. Nachdem er zunächst sämtliche Jugendabteilungen durchlaufen hatte, stand er im August 2022 im Cup erstmals im Profikader Spartaks. Ebenfalls im Cup debütierte er im Oktober 2022 gegen FK Fakel Woronesch für die Profis der Moskauer. Im selben Monat folgte dann gegen den FK Chimki sein Debüt in der Premjer-Liga. Bis zum Ende der Saison 2022/23 kam er zu zwei Einsätzen im Oberhaus.
Im August 2023 wurde Sorin nach Belarus an den FK Dinamo Minsk verliehen. Für Dinamo kam er bis zum Ende der belarussischen Ganzjahresspielzeit zu elf Einsätzen in der Wyschejschaja Liha, in denen er siebenmal traf. Im Januar 2024 kehrte er dann wieder nach Moskau zurück.

### Nationalmannschaft
Sorin spielt seit 2019 seit der U-16 für russische Jugendnationalauswahlen.